# Julius J. Epstein
Julius J. Epstein (New York, 22 agosto 1909 – Los Angeles, 30 dicembre 2000) è stato uno sceneggiatore statunitense.
Vinse nel 1944, insieme al fratello Philip, l'Oscar alla migliore sceneggiatura non originale per il film Casablanca.

## Filmografia
- L'universo innamorato (Twenty Million Sweethearts), regia di Ray Enright (1934)
- Living on Velvet, regia di Frank Borzage (1935)
- Follia messicana (In Caliente), regia di Lloyd Bacon (1935)
- Broadway Gondolier, regia di Lloyd Bacon (1935)
- Saturday's Children, regia di Vincent Sherman - sceneggiatura (1940)
- Bionda fragola (The Strawberry Blonde), regia di Raoul Walsh (1941)
- Sposa contro assegno (The Bride Came C.O.D.), regia di William Keighley (1941)
- Il signore resta a pranzo  (The Man Who Came to Dinner), regia di William Keighley (1942)
- L'uomo questo dominatore (The Male Animal), regia di Elliott Nugent (1942)
- Preludio alla guerra (Prelude to War), regia di (non accreditati) Frank Capra e Anatole Litvak (1942)
- Ribalta di gloria (Yankee Doodle Dandy), regia di Michael Curtiz (1942)
- Casablanca, regia di Michael Curtiz (1942)
- La signora Skeffington (Mr. Skeffington), regia di Vincent Sherman (1944)
- Arsenico e vecchi merletti  (Arsenic and Old Lace), regia di Frank Capra (1944)